# Carsten Nagel
Carsten Nagel (født 8. april 1955 på Frederiksberg) er forfatter og autoriseret cand.psych.
Nagel debuterede i 1976 med den delvis selvbiografiske debatbog "Som man(d) behager" om at være bøsse i en heteroseksuel kultur. Dette gav ham prædikatet "bøsseforfatter", hvilket dog er en simplificering, idet forfatterskabet i langt højere grad er centreret omkring identitet og personlig frihed, det at turde være sig selv som menneske. Med ”Zehras flugt” (2009), forelå en roman, der især skildrede krig og flygtningeliv fra børnenes og kvinderne synsvinkel. Forfatterskabet tog endnu en drejning med ”Aqua Mortis – dødens vand” (2012), der er en psykologisk og eksistentiel spændingsroman om tab, sorg og traumer og om at komme videre i livet.
Carsten Nagel var i mange år en flittig bidragyder med kroniker og artikler, især i Politiken og Ekstra Bladet. I 1978-79 var han skuespillerelev på Stella Adler Conservatory of Acting.
Nagel blev cand. psych. fra Københavns Universitet i 1989. Offentlig autorisation 1995. Som psykolog har et væsentligt arbejdsområde været traumepsykologien, hvor Carsten Nagel i særlig grad har beskæftiget sig med krigsofre, torturoverlevere og andre traumatiserede flygtninge, samt med svært integrerbare unge.

### Bidrag i antologier
| År   | Titel                                          | Type     |
| ---- | ---------------------------------------------- | -------- |
| 1978 | Kærlighedens stjernetræ                        | digte    |
| 1990 | Elsk lidt mere – sagde døden                   | noveller |
| 1991 | Saft                                           | noveller |
| 1993 | Skud                                           | noveller |
| 1998 | Horisontale historier                          | noveller |
| 2003 | Når mænd elsker mænd og kvinder elsker kvinder | noveller |

### Oversættelser
| År   | Titel              | Type                   |
| ---- | ------------------ | ---------------------- |
| 1978 | Mannens siste natt | Norge                  |
| 1995 | Croix Rouge        | Holland                |
| 1996 | Sebastian/Nomads   | engelsk udg. i Danmark |
| 1998 | Schwerkraft        | Schweiz, Tyskland      |

## Website
- carstennagel.dk Arkiveret 17. april 2009 hos  Wayback Machine